# Подкожная ткань
Подкожно-жировая клетчатка — наиболее глубокая покровная ткань позвоночных мезенхимального происхождения, располагается под дермой. Состоит главным образом из рыхлой соединительной и жировой ткани, клеточные элементы представлены адипоцитами, фибробластами и макрофагами.
Служит для связи кожи с глубокими фасциями посредством соединительнотканных волокон, содержит волосяные фолликулы, кровеносные и лимфатические сосуды, нервы и др.; депонирует значительное количество жира (за исключением век, наружных мужских половых органов, ареол и сосков). Подкожный жир участвует в гомеостазе, защищая организм от потери тепла. Уменьшает урон от механических повреждений и электрических разрядов.

## Структура подкожной ткани
- Фиброзная соединительная ткань, фиксирующая кожу к глубокой фасции[1]
- Коллагеновые и эластиновые волокна, соединяющие подкожную клетчатку с дермой[2]
- Жировая ткань отсутствует на веках, клиторе, половом члене, большей части ушной раковины и мошонке [3]
- Кровеносные сосуды, направляющиеся к дерме[4]
- Лимфатические сосуды, отходящие от дермы[5]
- Железистая часть некоторых потовых желёз; молочные железы полностью находятся в подкожной клетчатке[6] (являющейся модифицированной апокринной потовой железой)[7]
- Кожные нервы[5] и свободные нервные окончания
- Корни волосяных фолликулов
- Тельца Руффини[8]:478 и тельца Пачини
- Тучные клетки[9]
- Синовиальные сумки, располагающиеся в области суставов для облегчения скольжения кожи
- Тонкие, плоские мышечные пластины в определённых участках, включая кожу головы, лицо, кисть, сосок и мошонку, называемые panniculus carnosus

Гиподерма образует важный изолирующий слой и/или запас питательных веществ у некоторых животных, таких как киты и впадающие в спячку млекопитающие.
У некоторых растений гиподерма — это слой клеток, расположенный непосредственно под эпидермисом листьев. Часто она механически укреплена, например, у хвои сосны, образуя дополнительный защитный слой или ткань для запаса воды.

## Клиническое значение

### Инъекции
Инъекция в подкожную ткань — это способ введения лекарств, таких как инсулин: из-за малого количества кровеносных сосудов ткань медленно всасывает препараты.:135 Считается, что подкожная инъекция является наиболее эффективным способом введения некоторых лекарств, таких как гормон роста человека. Подкожная ткань, как и жир, может служить хорошим хранилищем для препаратов, которые должны высвобождаться постепенно из-за ограниченного кровотока. «Скин-поппинг» — это жаргонный термин, обозначающий такой способ введения, и обычно используется в контексте рекреационного употребления наркотиков.

### Заболевания
- Подкожный абсцесс
- Подкожная опухоль